# Kolarstwo na Letniej Uniwersjadzie 2011 – cross-country mężczyzn
Cross-country mężczyzn w kolarstwie górskim na Letniej Uniwersjadzie 2011 został przeprowadzony 15 sierpnia 2011. Łączny dystans do pokonania wynosił 31,8 km. Do rywalizacji przystąpiło 12 zawodników z 8 państw.

## Wyniki[1]
| Legenda | Legenda                           | Legenda | Legenda                  | Legenda | Legenda         | Legenda | Legenda                                               |
| ------- | --------------------------------- | ------- | ------------------------ | ------- | --------------- | ------- | ----------------------------------------------------- |
| DNF     | Zawodnik nie ukończył rywalizacji | DNS     | Zawodnik nie wystartował | DSQ     | Dyskwalifikacja | OTL     | Zawodnik nie ukończył rywalizacji w określonym czasie |

| Poz. | Zawodnik                | Reprezentacja     | Czas          |
| ---- | ----------------------- | ----------------- | ------------- |
|      | Paweł Priadein          | Rosja             | 1:30:36       |
|      | Silvio Buesser          | Szwajcaria        | 1:32:23       |
|      | Jiří Hudeček            | Czechy            | 1:32:53       |
| 4    | Anatolij Gawriłow       | Rosja             | 1:36:14       |
| 5    | Christiaan Kriek        | Południowa Afryka | 1:39:05       |
| 6    | Takuji Noda             | Japonia           | 1:42:39       |
| 7    | Martin Hunal            | Czechy            | 1:45:53       |
| 8    | Aleksiej Leontjew       | Rosja             | 1:46:41       |
| 9    | Baasankhuu Myagmarsuren | Mongolia          | - 1 okrążenie |
| 10   | Liu Shu-ming            | Chińskie Tajpej   | - 2 okrążenia |
|      | Altanzul Maani          | Mongolia          | DNF           |
|      | Martin Kostelnicak      | Słowacja          | DNF           |